# I Just Shot John Lennon
«I Just Shot John Lennon» es el cuarto sencillo (y último) del tercer álbum de estudio, To the Faithful Departed, del grupo irlandés The Cranberries, publicado el 23 de diciembre de 1997. Fue solamente un sencillo radial, por lo que no contó con vídeo musical. Además, tuvo poca difusión y no fue incluido en ninguno de los dos álbumes de grandes éxitos de la banda.

## Sobre la canción
Escrita por Dolores O'Riordan y Noel Hogan, es una narración de los acontecimientos de la noche del 8 de diciembre de 1980, en la que el músico John Lennon fue asesinado por Mark David Chapman, en la ciudad de Nueva York. Es uno de los muchos homenajes a Lennon, y también una de las muchas otras canciones para recordar los acontecimientos de la noche en una forma narrativa. Después del relato, hay unos comentarios acerca de la situación: ¡Qué triste y lamentable y repugnante! / ¡Qué triste, y lo siento, y qué noche tan repugnante! 
El título de la canción viene de las palabras dichas por M. Chapman aquella noche. Después de que le preguntaran: ¿Sabes lo que has hecho?, Chapman respondió con calma: I just shot John Lennon (en castellano: 'Acabo de dispararle a John Lennon').